# Иде јесен (песма)
Иде јесен  је дечија песма која се налази у збирци дечије књижевности Детињство, познате српске песникиње Десанке Максимовић.

## Анализа песме
Песникиња у овој песми описује једно од најлепших и најживописних годишњих доба, а то је јесен јесен. Али баш јесен не воле  младе липе поред потока. Тугују липе и тополе што у јесеностају без  лишћа, размишљају чиме ће се бранити храстови у гори једном када дође јесен. Брину  букве и остала стабла у шуми како ће се бранити, када нема лишћа.

## О песникињи
Десанка Максимовић је једна од најпознатијих српских песникиња, приповедач, романсијер, писац за децу, академик Српске академије наука и уметности, повремено преводилац, најчешће поезије с руског, словеначког, бугарског и француског језика.
Писала је песме о детињству, љубави, завичају, природи, животу, пролазности, па и смрти.
Поред песмама за младе и одрасле, Десанка Максимови значајна је песникиња за децу. Као и остале песме, и дечије песме садрже велики број песничким слика, а такође су богате стилским фигурама и свака носи лепу поуку. У Десанкиној поезији сва деца једнако уживају у поезији ове песникиње као и одрасли, читајући о темема које су им примереније и које могу да разумију. Управо такве песме налазе се у њеној збирци дечје књижевности „Детињство“.